# Filmographie de Michel Piccoli
Pour les articles homonymes, voir Piccoli.

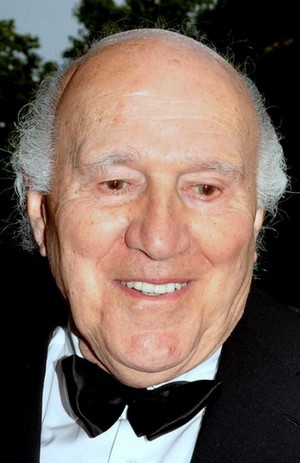
Michel Piccoli au Festival de Cannes 2011.

Cet article présente la filmographie de l'acteur réalisateur français Michel Piccoli.

## Filmographie

### Cinéma

#### Années 1940
- 1943 : Voyage sans espoir de Christian-Jaque : un danseur
- 1945 : Sortilèges ou Le Cavalier de Riouclare de Christian-Jaque : un villageois
- 1949 : Le Point du jour de Louis Daquin : Georges Gohelle
- 1949 : Le Parfum de la dame en noir de Louis Daquin : Lebel

#### Années 1950
- 1951 : Sans laisser d'adresse de Jean-Paul Le Chanois : un journaliste aux archives
- 1951 : La Leçon d'humour dans un parc de Jacques Loew (court-métrage)
- 1951 : Terreur en Oklahoma de Paul Paviot et André Heinrich (court-métrage) : Tommy Goudechote, le beau cow-boy
- 1951 : Chicago-digest, court métrage de Paul Paviot (court-métrage) : Slim Spring
- 1952 : Torticola contre Frankensberg de Paul Paviot (court-métrage) : Torticola
- 1952 : Le Procès des pin-up de Marcel Gibaud (court-métrage)
- 1952 : Jeanne de Jean Delannoy (court-métrage)
- 1952 : Saint-Tropez, devoir de vacances de Paul Paviot (court-métrage) : lui-même
- 1952 : Horizons (court-métrage pour la CGT)
- 1954 : Destinées, sketch Jeanne de Jean Delannoy : Pasquerel
- 1954 : Tout chante autour de moi de Pierre Gout : Reverdier
- 1954 : La Croissance de Paris de Marcel Gibaud (court-métrage documentaire) : récitant
- 1955 : Interdit de séjour de Maurice de Canonge : Georges
- 1955 : French Cancan de Jean Renoir : le capitaine Valorgueil
- 1955 : Les Mauvaises Rencontres d'Alexandre Astruc : un inspecteur
- 1955 : Ernst Thälmann – Führer seiner Klasse de Kurt Maetzig : Rouger
- 1955 : Les Grandes Manœuvres de René Clair : un officier
- 1956 : Marie-Antoinette de Jean Delannoy : un prêtre réfractaire
- 1956 : La Mort en ce jardin de Luis Buñuel : le père Lizardi
- 1957 : Les Sorcières de Salem de Raymond Rouleau : James Putmann
- 1957 : Nathalie de Christian-Jaque : l'inspecteur Franck Marchal
- 1958 : Rafles sur la ville de Pierre Chenal : l'inspecteur Vardier de la PJ
- 1958 : Les Copains du dimanche d'Henri Aisner : le directeur du club d'aviation
- 1958 : Tabarin de Richard Pottier : Jacques Forestier
- 1958 : La France Romane d'Édouard Logereau (court-métrage) : récitant
- 1959 : La Bête à l'affût de Pierre Chenal : Commissaire Jacques Guimard

#### Années 1960
- 1960 : La Dragée haute de Jean Kerchner : Hugo Barsac
- 1960 : La Chevelure d'Ado Kyrou (court-métrage) : l'homme
- 1960 : Le Bal des espions de Michel Clément : Brian Cannon
- 1960 : Le Rendez-vous de Noël d'André Michel (court-métrage)
- 1961 : Les Vierges de Rome (Le vergini di Roma) de Vittorio Cottafavi et Carlo Ludovico Bragaglia : le consul Publius Valerius Publicola
- 1961 : Le Rendez-vous de Jean Delannoy : Paul
- 1961 : Fumée, Histoire et Fantaisie de François Villiers et Édouard Berne (court-métrage)
- 1961 : Quarante fontaines ou La Lutte Turque de Pierre Biro et Jean-Jacques Flori (court-métrage documentaire) : commentaire
- 1961 : Les Petits Drames de Paul Vecchiali : le chirurgien
- 1962 : Adieu Philippine de Jacques Rozier : le comédien qui joue Izquierdo dans la pièce Montserrat à la télévision
- 1962 : Climats de Stellio Lorenzi : François Crozant
- 1962 : Le Doulos de Jean-Pierre Melville : Nuttheccio
- 1962 : Parisienne... Parisiennes de Féri Farzaneh (court-métrage documentaire) : commentaire
- 1962 : Le Temps des assassins d'Ado Kyrou et Jean Vigne (court-métrage) : commentaire
- 1963 : Le Jour et l'Heure de René Clément : Antoine
- 1963 : Le Mépris de Jean-Luc Godard : Paul Javal
- 1963 : Salut les Cubains d'Agnès Varda (court-métrage) : commentaire
- 1964 : Le Journal d'une femme de chambre de Luis Buñuel : Monsieur Monteil
- 1964 : Paparazzi de Jacques Rozier (court-métrage) : lui-même
- 1964 : La Chance et l'Amour, sketch Lucky La Chance de Charles Bitsch : Philippe Decharme
- 1964 : Marie Soleil d'Antoine Bourseiller : Raoul
- 1964 : De l'amour de Jean Aurel : Raoul
- 1964 : Café-tabac de Claude Guillemot (court-métrage)
- 1964 : Bardot et Godard ou Le Parti des choses de Jacques Rozier (court-métrage documentaire) : lui-même
- 1965 : Doubles masques et agents doubles (Masquerade) de Basil Dearden : Georges Sarrassin
- 1965 : Le Coup de grâce de Jean Cayrol et Claude Durand : Capri / Bruno
- 1965 : Compartiment tueurs de Constantin Costa-Gavras : René Cabourg
- 1965 : Lady L de Peter Ustinov : Lecoeur
- 1965 : Voluptés diaboliques (Tentazioni proibite) d'Osvaldo Civirani : lui-même
- 1965 : La Jonque de Claude Guillemot (court-métrage) : commentaire
- 1966 : La guerre est finie d'Alain Resnais : un inspecteur des douanes
- 1966 : Les Ruses du diable de Paul Vecchiali : L'antiquaire
- 1966 : La Curée de Roger Vadim : Alexandre Saccard
- 1966 : La Voleuse de Jean Chapot : Werner Kreuz
- 1966 : Les Créatures d'Agnès Varda : Edgar Piccoli
- 1966 : Paris brûle-t-il ? de René Clément : Edgard Pisani
- 1967 : Les Demoiselles de Rochefort de Jacques Demy : Simon Dame
- 1967 : Un homme de trop de Constantin Costa-Gavras : le figurant
- 1967 : Belle de jour de Luis Buñuel : Henri Husson
- 1967 : Mon amour, mon amour de Nadine Trintignant : Marrades
- 1968 : Benjamin ou les Mémoires d'un puceau de Michel Deville : le comte Philippe
- 1968 : Danger : Diabolik ! (Diabolik) de Mario Bava : l'inspecteur Ginko
- 1968 : La Chamade d'Alain Cavalier : Charles
- 1968 : Quelques images retrouvées (court-métrage documentaire) : lui-même
- 1968 : La Prisonnière d'Henri-Georges Clouzot : l'invité pressé au vernissage
- 1969 : Dillinger est mort (Dillinger è morto) de Marco Ferreri : Glauco
- 1969 : La Voie lactée de Luis Buñuel : Marquis de Sade
- 1969 : L'Invitée (L'invitata) de Vittorio De Seta : François Desailly
- 1969 : L'Étau (Topaz) d'Alfred Hitchcock : Jacques Granville

#### Années 1970
- 1970 : Les Choses de la vie de Claude Sautet : Pierre Bérard
- 1970 : L'Invasion d'Yves Allégret : Marcello
- 1971 : Max et les Ferrailleurs de Claude Sautet : Max Félix
- 1971 : La Poudre d'escampette de Philippe de Broca : Valentin
- 1971 : La Décade prodigieuse de Claude Chabrol : Paul Régis
- 1971 : Premier mai (court-métrage documentaire) : lui-même
- 1972 : L'Audience (L'udienza) de Marco Ferreri : le père Amerin
- 1972 : Liza (La cagna) de Marco Ferreri : l'ami de Giorgio
- 1972 : Le Charme discret de la bourgeoisie de Luis Buñuel : le ministre
- 1972 : L'Attentat d'Yves Boisset : le colonel Kassar
- 1972 : César et Rosalie de Claude Sautet : le narrateur
- 1973 : La Femme en bleu de Michel Deville : Pierre
- 1973 : Themroc de Claude Faraldo : Themroc
- 1973 : Les Noces rouges de Claude Chabrol : Pierre Maury
- 1973 : La Grande Bouffe de Marco Ferreri : Michel
- 1973 : Le Far West de Jacques Brel : le chef indien
- 1973 : Le Dernier Cri des halles de Monique Aubert (court-métrage documentaire) réalisé pendant le tournage de Touche pas à la femme blanche : lui-même
- 1974 : Touche pas à la femme blanche (Non toccare la donna bianca) de Marco Ferreri : Buffalo Bill
- 1974 : Un amour de pluie de Jean-Claude Brialy : narrateur
- 1974 : Le Trio infernal de Francis Girod : Georges Sarret
- 1974 : Grandeur nature de Luis Berlanga : Michel
- 1974 : Le Fantôme de la liberté de Luis Buñuel : le second préfet de police
- 1974 : Vincent, François, Paul... et les autres de Claude Sautet : François
- 1974 : E cominciò il viaggio nella vertigine de Toni De Gregorio (it)
- 1975 : La Faille de Peter Fleischmann : l'investigateur - également coproducteur
- 1975 : Léonor de Juan Buñuel : Richard
- 1975 : Sept morts sur ordonnance de Jacques Rouffio : le docteur Pierre Losseray
- 1976 : La Dernière Femme (L'ultima donna) de Marco Ferreri : Michel
- 1976 : Todo modo d'Elio Petri : Lui
- 1976 : F… comme Fairbanks de Maurice Dugowson : Étienne
- 1976 : Mado de Claude Sautet : Simon Léotard
- 1977 : René la Canne de Francis Girod : l'inspecteur Marchand
- 1977 : Des enfants gâtés de Bertrand Tavernier : Bernard Rougerie
- 1977 : L'Imprécateur de Jean-Louis Bertuccelli : Saint-Ramé
- 1977 : Cet obscur objet du désir (Ese oscuro objeto del deseo) de Luis Buñuel : voix française de Mathieu (Fernando Rey)
- 1978 : La Part du feu d'Étienne Périer : Robert Hansen
- 1978 : Stranberg est là (Strauberg ist da) de Mischa Gallé : Strauberg
- 1978 : L'État sauvage de Francis Girod : Orlaville - également producteur
- 1978 : La Petite Fille en velours bleu d'Alan Bridges : Conrad Brukner
- 1978 : Le Sucre de Jacques Rouffio : Grézillo
- 1979 : Mélodie meurtrière (Giallo napoletano) de Sergio Corbucci : Navarro
- 1979 : Le Divorcement de Pierre Barouh : Philippe
- 1979 : Le Mors aux dents de Laurent Heynemann : Pierre Chazerand

#### Années 1980
- 1980 : Le Saut dans le vide (Salto nel vuoto) de Marco Bellocchio : Mauro Ponticelli
- 1980 : Le Prix de la survie (Der Preis fürs Überleben) de Hans Noever : René Winterhalter
- 1980 : Atlantic City de Louis Malle : Joseph
- 1981 : La Fille prodigue de Jacques Doillon : le père
- 1981 : Du crime considéré comme un des beaux-arts de Frédéric Compain (court-métrage) : le commissaire
- 1981 : Une étrange affaire de Pierre Granier-Deferre : Bertrand Malair
- 1981 : Conte de la folie ordinaire (Storie di ordinaria follia) de Marco Ferreri : voix française de Charles Sekin
- 1982 : Espion, lève-toi d'Yves Boisset : Jean-Paul Chance
- 1982 : La Passante du Sans-Souci de Jacques Rouffio : Max Baumstein
- 1982 : La Nuit de Varennes d'Ettore Scola : Louis XVI
- 1982 : Passion de Jean-Luc Godard : Michel Boulard
- 1982 : Les Yeux, la Bouche (Gli occhi, la bocca) de Marco Bellocchio : l'oncle Agostino
- 1982 : Derrière la porte (Oltre la porta) de Liliana Cavani : monsieur Mutti
- 1982 : Une chambre en ville de Jacques Demy : Edmond Leroyer
- 1982 : Que les gros salaires lèvent le doigt ! de Denys Granier-Deferre : José Wiss
- 1983 : Le Prix du danger d'Yves Boisset : Frédéric Mallaire
- 1983 : Le Général de l'armée morte (Il generale dell'armata morta) de Luciano Tovoli : Benetendi - également coscénariste, dialoguiste et producteur délégué
- 1984 : La Diagonale du fou de Richard Dembo : Akiva Liebskind
- 1984 : Viva la vie de Claude Lelouch : Michel Perrin
- 1984 : Le Succès à tout prix (Success Is the Best Revenge) de Jerzy Skolimowski : l'officier français
- 1984 : Le Matelot 512 de René Allio : récitant
- 1985 : Péril en la demeure de Michel Deville : Graham Tombsthay
- 1985 : Partir, revenir de Claude Lelouch : Simon Lerner
- 1985 : Adieu Bonaparte (وداعا بونابرت, Wadaan Bonabart) de Youssef Chahine : Cafarelli
- 1986 : Mon beau-frère a tué ma sœur de Jacques Rouffio : Étienne Sembadel
- 1986 : Le Paltoquet de Michel Deville : le Paltoquet
- 1986 : Mauvais Sang de Leos Carax : Marc
- 1986 : La Puritaine de Jacques Doillon : Pierre
- 1987 : La Rumba de Roger Hanin : Damien Malleville
- 1987 : Terre étrangère (Das weite Land) de Luc Bondy : Frédéric Hofreiter
- 1987 : L'Homme voilé de Maroun Bagdadi : Kassar
- 1987 : Maladie d'amour de Jacques Deray : Raoul Bergeron
- 1988 : Y'a bon les blancs (Come sono buoni i bianchi) de Marco Ferreri : le père Jean-Marie
- 1988 : Blanc de Chine de Denys Granier-Deferre : Batz
- 1988 : Le Peuple singe de Gérard Vienne (documentaire) : récitant

#### Années 1990
- 1990 : Milou en mai de Louis Malle : Milou
- 1990 : Martha et moi (Marta a já) de Jiří Weiss : Ernst
- 1991 : La Belle Noiseuse de Jacques Rivette : Édouard Frenhofer
- 1991 : Le Voleur d'enfants de Christian de Chalonge : Monsieur Armand
- 1991 : Les équilibristes de Nico Papatakis : Marcel Spadice
- 1991 : Écrire contre l'oubli, segment Pour Nasrin Rasooli de lui-même : lui-même
- 1991 : Le Bateau de Lu de Christine Citti (court-métrage) : un client
- 1992 : Le Bal des casse-pieds d'Yves Robert : Désiré
- 1992 : Le Visionarium de Jeff Blyth (court-métrage) : Jules Verne
- 1992 : Archipel de Pierre Granier-Deferre : Léonard Wilde
- 1992 : La Vie crevée de Guillaume Nicloux (court-métrage) : Raymond
- 1992 : Le Souper d’Édouard Molinaro : voix de Chateaubriand
- 1993 : La Cavale des fous de Marco Pico : Henri Toussaint
- 1993 : Rupture(s) de Christine Citti : Paul
- 1993 : Les demoiselles ont eu 25 ans d'Agnès Varda (documentaire) : lui-même
- 1994 : L'Émigré (المهاجر, Al-mohager) de Youssef Chahine : Adam
- 1994 : L'Ange noir de Jean-Claude Brisseau : Georges Feuvrier
- 1994 : Train de nuit de lui-même (court-métrage) : l'homme
- 1994 : Bête de scène de Bernard Nissile (court-métrage) : l'acteur
- 1994 : Les Cent et Une Nuits de Simon Cinéma d'Agnès Varda : Simon Cinéma
- 1995 : Beaumarchais, l'insolent d'Édouard Molinaro : Prince de Conti
- 1995 : L'Univers de Jacques Demy d'Agnès Varda (documentaire) : lui-même
- 1995 : Deux fois cinquante ans de cinéma français de Jean-Luc Godard et Anne-Marie Miéville (court-métrage) : lui-même
- 1996 : Compagne de voyage (Compagna di viaggio) de Peter Del Monte : Cosimo
- 1996 : Party de Manoel de Oliveira : Michel
- 1996 : Tykho Moon d'Enki Bilal : Mac Bee / le frère Mac Bee
- 1997 : Généalogies d'un crime de Raoul Ruiz : Georges Didier
- 1997 : Les Paradoxes de Bunuel de Jorge Amat (documentaire) : lui-même
- 1998 : Rien sur Robert de Pascal Bonitzer : Lord Ariel Chatwick-West
- 1998 : Instinct félin (Passion in the Desert) de Lavinia Currier : Jean-Michel Venture de Paradis
- 1998 : Le Plus beau pays du monde de Marcel Bluwal : commentaire
- 1999 : Libero Burro de Sergio Castellitto : L'oncle Tony
- 1999 : París Tombuctú de Luis Garcia Berlanga : Michel des Assantes

#### Années 2000
- 2000 : À propos de Buñuel de José-Luis Lopez Linarez et Javier Rioyo (documentaire) : lui-même
- 2000 : Les Acteurs de Bertrand Blier : lui-même
- 2000 : Ferreri, i love you de Fiorella Infascelli (documentaire) : lui-même
- 2000 : Tout va bien, on s'en va de Claude Mouriéras : Louis
- 2000 : Paris à tout prix d'Yves Jeuland et Pascale Sauvage (documentaire)
- 2000 : Nouvel ordre mondial... Quelque part en Afrique de Philippe Diaz (documentaire) : narrateur
- 2001 : Je rentre à la maison de Manoel de Oliveira : Gilbert Valence
- 2001 : Intervention divine d'Elia Suleiman : narrateur
- 2002 : Mal de mer d'Olivier Vinuesa (court-métrage) : Anselme
- 2003 : La Prophétie des grenouilles de Jacques-Rémy Girerd : voix de Ferdinand
- 2003 : Un homme, un vrai de Jean-Marie Larrieu et Arnaud Larrieu : lui-même
- 2003 : Ce jour-là de Raoul Ruiz : Harold
- 2003 : La Petite Lili de Claude Miller : le comédien qui incarne Simon
- 2003 : Les Dessous de Lily de François Breniaux (documentaire)
- 2004 : Je t'aime… moi non plus de Maria de Medeiros (documentaire) : lui-même
- 2005 : Le Miroir magique de Manoel de Oliveira : le professeur Heschel
- 2005 : La Ballade de Fairbanks d'Alexandre Moix (court-métrage documentaire)
- 2006 : Jardins en automne (Сады осенью) d'Otar Iosseliani : Marie, la mère de Vincent
- 2006 : Belle toujours de Manoel de Oliveira : Henri Husson
- 2006 : Ne touchez pas la hache de Jacques Rivette : Vidames de Pamier
- 2006 : Seven Heroes de Vadim Glowna
- 2006 : The Empire of Africa de Philippe Diaz (court-métrage) : lui-même
- 2007 : Boxes de Jane Birkin : Papa
- 2007 : Les Toits de Paris d'Hiner Saleem : Marcel
- 2007 : Chacun son cinéma, segment Rencontre unique de Manoel de Oliveira : Nikita Khrouchtchev
- 2008 : De la guerre de Bertrand Bonello : Grand Hou
- 2008 : La Poussière du temps (Η σκόνη του χρόνου, I skoni tou chronou) de Theo Angelopoulos : Spyros
- 2009 : Le Bel Âge de Laurent Perreau : Maurice Reverdy

#### Années 2010
- 2011 : Habemus papam de Nanni Moretti : le pape
- 2012 : Vous n'avez encore rien vu d'Alain Resnais : le père
- 2012 : Holy Motors de Leos Carax : l'homme à la tache de vin
- 2012 : Les Lignes de Wellington de Raoul Ruiz et Valeria Sarmiento : Leópold Scheitzer
- 2013 : Le Goût des myrtilles de Thomas de Thier : Michel
- 2015 : Notre-Dame des Hormones de Bertrand Mandico (court-métrage) : narrateur

#### En tant que réalisateur
- 1991 : Contre l'oubli, segment Pour Nasrin Rasooli (premier court métrage)
- 1994 : Train de nuit (deuxième court-métrage)
- 1997 : Alors voilà
- 2001 : La Plage noire
- 2005 : C'est pas tout à fait la vie dont j'avais rêvé

### Télévision

#### Années 1950
- 1954 : Sylvie et le Fantôme de Stellio Lorenzi
- 1955 : Crime et Châtiment de Stellio Lorenzi
- 1955 : Tu ne m'échapperas jamais de Marcel Bluwal
- 1956 : Les corniaud de Pierre Badel
- 1957 : L'Ingénue de Madrid de François Chatel
- 1957 : En votre âme et conscience : L'Affaire Lacenaire de Jean Prat : Pierre-François Lacenaire
- 1957 : Le Plus heureux des trois de Marcel Bluwal : le pianiste
- 1957 : Le Quadrille des diamants de Claude Barma
- 1959 : Le Chalet sous la neige de Roger Iglesis
- 1959 : La Marquise d'O de Claude Barma : récitant
- 1959 : Le Chandelier de Roland-Bernard : Claverache
- 1959 : La caméra explore le temps, épisode La Dernière Nuit de Koenigsmark de Stellio Lorenzi ; Koenigsmark
- 1959 : La caméra explore le temps, épisode L'Énigme de Pise de Stellio Lorenzi : Orloff
- 1959 : La Nuit de Tom Brown de Claude Barma : Tom Brown

#### Années 1960
- 1960 : La caméra explore le temps, épisode Le Drame des poisons de Stellio Lorenzi : Louvois
- 1960 : Les Joueurs de Marcel Bluwal : Chvokhniev
- 1960 : Montserrat de Stellio Lorenzi : Izquierdo
- 1961 : Egmont de Jean-Paul Carrère : Egmont
- 1961 : Hauteclaire de Jean Prat : le comte Serlon de Savigny
- 1962 : Rien que la vérité de Claude Loursais : David Mann
- 1963 : Le Chevalier de Maison-Rouge de Claude Barma : récitant
- 1963 : Théodore Fremaux décédé de Gérard Herzog
- 1964 : Cinéastes de notre temps : Luis Buñuel de Robert Valey (documentaire) : récitant
- 1964 : Le Héros et le Soldat de Marcel Cravenne
- 1964 : L'Été en hiver de François Chalais : le grand reporter
- 1965 : Dom Juan ou Le festin de pierre de Marcel Bluwal : Dom Juan
- 1967 : Dim, Dam, Dom : Elsa la rose d'Agnès Varda et Raymond Zanchi (court métrage documentaire) : récitant
- 1968 : Gréco d'hier... et d'aujourd'hui d'André Pergament (documentaire) : apparition
- 1968 : Délire à deux de Michel Mitrani : Il

#### Années 1970
- 1974 : Les Nouvelles de Henry James ou Le Banc de la désolation de Claude Chabrol : le capitaine Roger
- 1977 : La Nuit aveuglante - Un comédien lit un auteur, lecture d'André de Richaud, réalisation Renée Darbon ; diffusée le 4 février 1979 : lui-même
- 1978 : Lecture d'André Bonnardel et Jacques Cornet (documentaire) : lui-même
- 1978 : Lulu de Marcel Bluwal : Ludwig Schon

#### Années 1980
- 1980 : Docteur Teyran de Jean Chapot : le docteur Jean Teyran
- 1981 : La Confusion des sentiments d'Étienne Périer : le professeur
- 1981 : Wetten dass? à Sarrebruck de Frank Elstner : lui-même
- 1982 : La Cerisaie d'Anton Tchekhov, réalisation Peter Brook : Léonid Gaev
- 1985 : La Fausse Suivante de Patrice Chéreau : Trivelin
- 1988 : Sueurs froides, épisode Louis-Charles, mon amour de Régis Wargnier : Monsieur Mercier-Picard
- 1988 : Un coupable de Roger Hanin : l'avocat
- 1988 : La Ruelle au clair de lune d'Édouard Molinaro d'après Stefan Zweig, épisode de la série Cinéma 16 : Pierre Willer
- 1988 : Le Conte d'hiver de Pierre Cavassilas : Leontès
- 1989 : Les Grandes Familles d'Édouard Molinaro : Noël Schoulder, homme d'affaires

#### Années 1990
- 1991 : L'Amour maudit de Leisenbohg d'Édouard Molinaro : le baron de Leisenbohg
- 1995 : Tödliches Geld de Detlef Rönfeldt : Paul Belmont
- 1997 : Le Prince des imposteurs de Jean-Pierre Prévost : le professeur Michel Chales

#### Années 2000
- 2007 : Le Roi Lear de Don Kent : le roi Lear
- 2008 : Myster Mocky présente de Jean-Pierre Mocky, épisode Le Jour de l'exécution

### Doublage

#### Cinéma
- 1957 : L'Ultime Chevauchée (Raiders of Old California) : le capitaine Angus Clyde McKane (Jim Davis)
- 1976 : 1900 : Giovanni (Romolo Valli)
- 1977 : Cet obscur objet du désir : Mathieu faber (Fernando Rey)
- 2004 : Alexandre : Ptolémée âgé, un des principaux généraux d'Alexandre (Anthony Hopkins)